# Le Bourgneuf-la-Forêt

Le Bourgneuf-la-Forêt este o comună în departamentul Mayenne, Franța. În 2009 avea o populație de 1,779 de locuitori.